# George Trevelyan, 4. Baronet
Sir George Lowthian Trevelyan, 4. Baronet (* 5. November 1906 in London; † 7. Februar 1996) war ein britischer Adeliger und Esoteriker.

## Leben
George Trevelyan wurde 1906 als ältester Sohn von Sir Charles Trevelyan, 3. Baronet, und dessen Gattin Mary Katharine Bell geboren.
Nachdem er seine Jugend größtenteils auf dem Landsitz seiner Familie – Wallington Hall bei Morpeth in Northumberland – verbracht hatte, studierte Trevelyan Geschichte an der University of Cambridge. Danach unterrichtete er an der reformpädagogischen Schule Gordonstoun und betätigte sich als Möbeldesigner in der Werkstatt des Zimmermanns Peter Waals in den Cotswold Hills.
1942 wandte sich Trevelyan nach dem Besuch einer Vorlesung von Walter Johannes Stein, einem Schüler Rudolf Steiners, der Spiritualität zu. So befasste er sich mit Ideen wie Engeln, Kristallkräften und dem Konzept der biologischen Landwirtschaft.
1948 wurde er für das Trinity College, eine Einrichtung für Erwachsenenbildung, tätig, das er als Zentrum zur Propagierung seiner esoterischen Vorstellungen nutzte, indem er Veranstaltungen zu Themen wie Finding the Inner Teacher oder Holistic Vision anbot.
Beim Tod seines Vaters erbte er 1958 dessen Adelstitel als 4. Baronet of Wallington in the County of Northumberland.
Nachdem er sich bereits an der Gründung der Findhorn Foundation beteiligt hatte, rief Trevelyan 1971 den Wrekin Trust ins Leben, um spirituelle Bildung und Forschung zu fördern. Trevelyan wurde zu einem der bedeutendsten Vordenker der New-Age-Bewegung.
1982 wurde Trevelyan mit dem Right Livelihood Award – dem „Alternativen Nobelpreis“ – ausgezeichnet.
Aus seiner 1940 geschlossenen Ehe mit Editha Helen Smith († 1994) hinterließ er eine Tochter, jedoch keine Söhne, sodass sein Adelstitel bei seinem Tod 1996 an seinen jüngsten Bruder Geoffrey als 5. Baronet fiel.

## Werke (in deutscher Übersetzung)
- Eine Vision des Wassermann-Zeitalters. Gesetze und Hintergründe des „New Age“ (Originaltitel: A Vision of the Aquarian Age, 1977). GTP, Freiburg im Breisgau 1980
  - als Taschenbuch: Goldmann, München 1984
- Unternehmen Erlösung. Hoffnung für die Menschheit (Originaltitel: Operation Redemption, 1981). GTP, Freiburg im Breisgau 1983; 2. A. Greuth Hof, Kimratshofen 1989, ISBN 3-923662-13-0
- Erlösung durch die Macht der Liebe. Eine Huldigung an Sathya Sai Baba. Wien 1986